# Tomen y Faerdre
Tomen y Faerdre är ett slott i Storbritannien.   Det ligger i kommunen Denbighshire och riksdelen Wales, i den södra delen av landet, 270 km nordväst om huvudstaden London. Tomen y Faerdre ligger 231 meter över havet.
Terrängen runt Tomen y Faerdre är huvudsakligen kuperad, men den allra närmaste omgivningen är platt. Runt Tomen y Faerdre är det ganska tätbefolkat, med 83 invånare per kvadratkilometer. Närmaste större samhälle är Wrexham, 15,4 km öster om Tomen y Faerdre. Trakten runt Tomen y Faerdre består i huvudsak av gräsmarker.